# Баклановская (Верхнекокшенгский сельсовет)
Баклановская — упразднённая деревня в Тарногском районе Вологодской области России.

## География
Урочище находится в северо-восточной части области, в подзоне средней тайги, на правом берегу реки Печеньги, вблизи восточного берега озера Монастырского, на расстоянии примерно 36 километров (по прямой) к северо-востоку от села Тарногский Городок, административного центра района. Абсолютная высота — 136 метров над уровнем моря.

### Климат
Климат характеризуется как умеренно континентальный, с продолжительной холодной зимой и умеренно тёплым летом. Среднегодовая температура воздуха — +1,5 °C. Средняя температура воздуха самого холодного месяца (января) — −13,6 °C (абсолютный минимум — −52 °C), средняя температура самого тёплого (июля) — +16,8 °С (абсолютный максимум — +37 °С). Вегетационный период длится 115 дней. Среднегодовое количество атмосферных осадков составляет 667 мм, из которых около 67 % выпадает в тёплый период. Снежный покров держится в течение 168 дней. В течение года преобладают ветра юго-западного направления. Среднегодовая скорость ветра 3,3 м/с.

## История
Возникновение деревни связано с Печенгской Спасской мужской пустынью, с основанной в 1619 году.
В «Списке населенных мест Вологодской губернии по сведениям 1859 года» населённый пункт упомянут как казённая деревня Тотемского уезда, расположенная в 155 верстах от уездного города. В деревне имелось 7 дворов и проживало 40 человек (19 мужчин и 21 женщина). В 1881 году входила в состав Шевденицкой волости.
По данным 1926 года в деревне имелось 20 хозяйств и проживало 102 человека (48 мужчин и 54 женщины). Действовала школа I ступени. В административном отношении входила в состав Верхкокшенгского сельсовета Кокшенгского района.
Действовал колхоз «Баклановский». В 1940 году деревня Баклановская входила в состав Верх-Кокшенгского сельсовета Тарногского района. Упразднена не позднее 1973 года.

## Всехсвятская церковь
Первый монастырский храм был возведён силами монахов и вкладчиков в 1623 году. Новая деревянная однопрестольная церковь с колокольней была построена в 1753 году и освящена в 1757 году. После упразднения пустыни в 1764 году стала приписной к приходской Воскресенской Верхкокшенгской церкви. В 1978 году уничтожена во время пожара.